# VII Governo Regional dos Açores
O VII Governo Regional dos Açores foi formado com base nas eleições legislativas regionais de 13 de outubro de 1996, em que o Partido Socialista (PS) venceu obtendo uma maioria relativa com 45,82% dos votos. Apesar de ter vencido as eleições, obteve o mesmo número de deputados que o segundo partido mais votado, o Partido Social Democrata (PPD/PSD), ambos com 24 deputados. A constituição do governo foi assegurada com um apoio parlamentar do CDS-PP, com 3 deputados, que durou quase 2 anos. Sendo Carlos César o líder regional do PS, foi convidado a formar governo. O governo foi empossado e entrou em funções a 9 de novembro de 1996, mantendo-se em funções até à posse do novo governo a 15 de novembro de 2000.

## Composição
Os membros que fizeram parte do VII Governo Regional dos Açores foram os seguintes:
| Cargo                                                                        | Detentor                              | Partido                                        | Partido                         | Período                                          |
| ---------------------------------------------------------------------------- | ------------------------------------- | ---------------------------------------------- | ------------------------------- | ------------------------------------------------ |
| Presidente do Governo Regional dos Açores                                    | Carlos Manuel Martins do Vale César   |                                                | PS                              | 9 de novembro de 1996 a 15 novembro de 2000      |
| Secretário Regional da Saúde e Segurança Social                              | Carlos Manuel Martins do Vale César   | 9 de novembro de 1996 a 3 de dezembro de 1996  | PS                              |                                                  |
| Secretário Regional do Turismo e Ambiente                                    | Carlos Manuel Martins do Vale César   | 9 de novembro de 1996 a 3 de dezembro de 1996  | PS                              |                                                  |
| Secretário Regional Adjunto da Presidência                                   | Francisco Manuel Coelho Lopes Cabral  |                                                | PS                              | 10 de fevereiro de 1998 a 15 de novembro de 2000 |
| Secretário Regional das Finanças, Planeamento e Administração Pública        | Roberto de Sousa Rocha Amaral         |                                                | PS                              | 9 de novembro de 1996 a 3 de dezembro de 1996    |
| Secretário Regional da Presidência para as Finanças e Planeamento            | Roberto de Sousa Rocha Amaral         | 3 de dezembro de 1996 a 15 de novembro de 2000 | PS                              |                                                  |
| Secretário Regional da Juventude, Emprego, Comércio, Indústria e Energia     | Duarte José Botelho da Ponte          |                                                | PS                              | 9 de novembro de 1996 a 3 de dezembro de 1996    |
| Secretário Regional da Economia                                              | Duarte José Botelho da Ponte          | 3 de dezembro de 1996 a 15 de novembro de 2000 | PS                              |                                                  |
| Secretário Regional da Educação e Cultura                                    | José Gabriel do Álamo Meneses         |                                                | PS                              | 9 de novembro de 1996 a 3 de dezembro de 1996    |
| Secretário Regional da Educação e Assuntos Sociais                           | José Gabriel do Álamo Meneses         | 3 de dezembro de 1996 a 15 de novembro de 2000 | PS                              |                                                  |
| Subsecretário Regional Adjunto para a Saúde                                  | Vítor Manuel Dias Carneiro            |                                                | Independente[carece de fontes?] | 19 de dezembro de 1998 a 15 de novembro de 2000  |
| Secretário Regional da Agricultura e Pescas                                  | Fernando Rosa Rodrigues Lopes         |                                                | PS                              | 9 de novembro de 1996 a 3 de dezembro de 1996    |
| Secretário Regional da Agricultura, Pescas e Ambiente                        | Fernando Rosa Rodrigues Lopes         | 3 de dezembro de 1996 a 14 de novembro de 2000 | PS                              |                                                  |
| Secretário Regional da Habitação, Obras Públicas, Transportes e Comunicações | José António Vieira da Silva Contente |                                                | PS                              | 9 de novembro de 1996 a 3 de dezembro de 1996    |
| Secretário Regional da Habitação e Equipamentos                              | José António Vieira da Silva Contente | 3 de dezembro de 1996 a 15 de novembro de 2000 | PS                              |                                                  |

### Direções Regionais
Cada membro do Governo Regional tem na sua dependência uma ou mais Direções Regionais.
| Cargo | Detentor                                                          | Período                                                           |
| Presidência do Governo (não detém de direções regionais)                                                    | Presidência do Governo (não detém de direções regionais)          | Presidência do Governo (não detém de direções regionais)          |
| Secretaria Regional da Presidência para as Finanças e Planeamento                                           | Secretaria Regional da Presidência para as Finanças e Planeamento | Secretaria Regional da Presidência para as Finanças e Planeamento |
| --- | ----------------------------------------------------------------- | ----------------------------------------------------------------- |
| Diretor Regional do Orçamento e Tesouro                                                                     | José António Gomes                                                |                                                                   |
| Diretor Regional de Estudos e Planeamento                                                                   | Carlos Manuel Corvelo Pereira Rodrigues                           |                                                                   |
| Diretor Regional da Organização e Administração Pública                                                     | Rui João Beliz Pestana de Almeira                                 |                                                                   |
| Inspetor Regional da Inspeção Regional                                                                      | Francisco António de Brito                                        |                                                                   |
| Secretaria Regional da Educação e Assuntos Sociais                                                          |                                                                   |                                                                   |
| Diretora Regional da Educação                                                                               | Maria Isabel da Conceição Lopes Rodrigues                         |                                                                   |
| Diretora Regional da Saúde                                                                                  | Bela Leontina Lopes Simões Coelho Gil                             |                                                                   |
| Diretor Regional da Segurança Social                                                                        | Sérgio Humberto Rocha de Ávila                                    |                                                                   |
| Diretor Regional da Educação Física e Desporto                                                              | José Eduardo Ferreira Vieira de Sá                                |                                                                   |
| Diretor Regional dos Assuntos Culturais                                                                     | Luís Manuel Fagundes Duarte                                       |                                                                   |
| Diretor Regional da Juventude, Emprego e Formação Profissional                                              | Rui Jorge da Silva Leite de Bettencourt                           |                                                                   |
| Secretaria Regional da Economia                                                                             |                                                                   |                                                                   |
| Diretor Regional do Comércio, Indústria e Energia                                                           | Mário San-Bento Menezes                                           |                                                                   |
| Diretor Regional do Turismo                                                                                 | Nuno Miguel Ribeiro Paulo da Silva                                |                                                                   |
| Inspetor Regional das Atividades Económicas                                                                 | Álvaro Maria Sousa Lima                                           |                                                                   |
| Inspetor Regional do Trabalho                                                                               | Adelino Couto Rodrigues da Silva                                  |                                                                   |
| Secretaria Regional da Agricultura, Pescas e Ambiente                                                       |                                                                   |                                                                   |
| Diretora Regional do Ambiente                                                                               | Maria Eduarda Furtado Ávila Goulart                               |                                                                   |
| Diretor Regional dos Recursos Florestais                                                                    | Manuel Pedro Fragoso de Castro Loureiro                           |                                                                   |
| Diretor Regional do Desenvolvimento Agrário                                                                 | Joaquim Mário Grilo Pires                                         |                                                                   |
| Diretor Regional das Pescas                                                                                 | Helder Guerreiro Marques da Silva                                 |                                                                   |
| Secretaria Regional da Habitação e Equipamentos                                                             |                                                                   |                                                                   |
| Diretor Regional das Obras Públicas                                                                         | Duarte Manuel Melo Amorim da Cunha                                |                                                                   |
| Diretor Regional da Habitação                                                                               | Ricardo José Moniz da Silva                                       |                                                                   |
| Diretor Regional do Laboratório de Engenharia Civil                                                         | Carlos Alberto Frazão Fraga                                       |                                                                   |
| Presidente do Serviço Regional da Proteção Civil (por inerência do cargo é Inspetor Regional dos Bombeiros) | Vasco Augusto Pinheiro Gonçalves Capaz                            |                                                                   |